# Dappula
Dappula is een geslacht uit de familie van de zakjesdragers (Psychidae). De wetenschappelijke naam Dappula werd voor het eerst in 1883 gepubliceerd door Frederic Moore.
Dappula is een monotypisch geslacht. De enige soort is Dappula tertia. Deze soort werd ontdekt in Ceylon. Ze werd oorspronkelijk benoemd als Oiketicus tertius door Robert Templeton in een brief aan John Obadiah Westwood uit 1846.